# Lipnice nad Sázavou (zámek)
Zámek Lipnice nad Sázavou stojí v obci Lipnice nad Sázavou.

## Historie
Když v roce 1760 koupil panství hrabě Karel Josef Palm z Gundelfingenu, byl už hrad ve špatném stavu. Proto se hrabě rozhodl pro stavbu zámku v podhradí, který by sloužil jako sídlo správy panství. V roce 1842 získali Lipnici Trauttmansdorffové, kteří ji drželi až do roku 1925. Ti po požáru hradu roku 1869 přenesli na zámek veškerou správu. Po pozemkové reformě v roce 1925 získalo zámek městečko, které jej přetvořilo pro účely školy a částečně na bytový dům, čemuž slouží dodnes.

## Podoba
Jedná se o patrovou budovu bez velkých architektonických detailů s valbovou střechou. Budova, stojící na úbočí hradního kopce, má malou architektonickou hodnotu.